# Sikhoraphum
Sikhoraphum is een stadje in de provincie Surin in Thailand. Deze plaats is vooral bekend vanwege het Prasat Sikhoraphum. Er is een treinstation waarmee het stadje rechtstreeks vanuit Bangkok kan bereikt worden. Er is dagelijks een markt.